# Jang Jeong
Jang Jeong, född 11 juni 1980 i Daejeon i Korea, är en sydkoreansk golfspelare som spelar på den amerikanska LPGA-touren. Hon är även medlem på den koreanska proffstouren KLPGA.  
Jang började att spela golf när hon var tretton år. Som tonåring vann hon 1997 års Korea Women's Open och 1998 års Korea Women's Amateur. Efter att han hade kvalificerat sig för LPGA-touren på sitt första försök hade hon ett framgångsrikt år som nykomling 2000 med en andraplats i en tävling. Hon hade problem att nå sin första seger men hon utvecklades stadigt under inledningen av sin proffskarriär och hon blev 12:a i penningligan 2004. Det året slutade hon bland de tio bästa i nio tävlingar.
I juli 2005 hennes första seger och det var i majortävlingen Weetabix Womens British Open som hon vann med fyra slag.